# Gyarmati Béla (nyomdavezető)
Gyarmati (Streisinger) Béla (1898 k. – Budapest, 1952. július 17.) adventista lelkész, lapszerkesztő, nyomdavezető. Termékeny író volt; jelentős könyve, A világdráma utolsó felvonása a magyarországi adventista egyházban bestseller lett.

## Élete
Szülei német etnikumúak: Simon Streisinger (1863–1912) és Klein Hilda (1870–1911).
Fiatalon a felvidéki Érsekújvár körzetében volt könyvevangélista, majd az egyház a németországi Friedensau-i Szemináriumba küldte, hogy lelkészi képesítést szerezzen.
A Lelkészképző Szemináriumból hazatérve Pozsonyban kezdett el dolgozni segédlelkészként. 1922 őszén nősült, felesége Gál Kornélia (1901–1998). Két gyermekük született: Géza (1924) és Dezső (1927).
Nősülése után az egyház Érsekújvárra helyezte őket, ahol még nem volt adventista közösség, ezért úttörő misszionáriusi életformát kellett vállalniuk. Felesége könyvevangélistaként tevékenykedett és férje evangelizációs előadásait fordította németről magyarra.
Életük következő állomásai: Kassa, Nyitra, Léva, majd 1925-ben Magyarországra helyezték őket. Először Miskolcon, majd Budapesten dolgoztak.
1927-ben felmentették a lelkészi szolgálatból és az egyház budapesti kiadója, az Élet és Egészség Kiadóhivatal  vezetésével bízták meg.
A kiadónak 1938-39-ben már harminckét dolgozója volt és a magyarországi adventista egyház missziójának húzóerejévé vált, a jelentős számú könyvevangélista munkáját támogatva, akik olyan helyekre is eljutottak, ahova a lelkészek nem tudtak. Mivel az adventista egyház nem volt elismert jogi személy, ezért a kiadó jogi képviselőjeként Gyarmati és Társa, míg a nyomda Gyarmati és Bősz néven volt bejegyezve.
A II. világháború után a Magyarországi Szabadegyházak Szövetsége egyik alelnökének Michnay Lászlót, titkár-pénztárosának pedig Gyarmati Bélát választották. Vallásszabadsági nézetük terjesztése érdekében Szabadegyház címmel lapot akartak indítani 1945 augusztusában. A lap felelős szerkesztőjévé Michnay Lászlót, míg szerkesztőjévé Gyarmati Bélát választották. A 16 oldalasra tervezett lap tartalmának nagyobb részét vallásos tárgyú írások képezték volna terveik szerint. A lap negyedévenkénti megjelentetésére 1945–1946 fordulóján kaptak engedélyt. Folyóirat helyett végül egy album jelent meg 1947 tavaszán, Szabad Egyház címen.
A kiadó 1947-ben fénykorát élte. Végül a nyomdát 1949 decemberében, a kiadóhivatalt 1950 elején államosították.
Az 1930-as és '40-es években számos vallási témájú könyvet írt és fordítója volt az adventista Generál Konferencia elnöke által írt, Korunk és a világ sorsa  c. műnek is.
54 évesen, 1952 nyarán hunyt el.

## Családja
Két fia született: 
- Gyarmati Géza (1924– ?) 1947-ben kiutazott Amerikába [13] és ott is maradt; üzletember lett.
- Gyarmati Dezső (1927–2013) vízilabdázó olimpikon, szakedző, majd országgyűlési képviselő lett.

## Művei
- Kezdet és a vég. Alfa és Omega; Élet és Egészség, Bp., 1930?[14]
- Világválság a megoldás előtt; Advent Ny., Bp., 1935 [15]
- Napjaink problémái; Advent, Bp., 1936 [16]
- Dániel a próféta-államférfi; Ádvent, Bp., 1938
- Akit nem tud befogadni a világ; Gyarmati és Tsa, Bp., 1940 [17]
- Próféta – államférfi, aki megjövendölte a történelem végét és a megváltó megjelenését; 2. átdolg. kiad.; Gyarmati és Tsa., Bp., 1940 [18]
- A jelekből ítéljetek. Krisztus Urunk jövendölései Máté evangéliumában és a mennyei jelenések könyvében; Gyarmati és Társa, Bp., 1941 (Időszerű gondolatok könyvtára) [19]
- Hitvalló kereszténység; Gyarmati Ny., Bp., 1942 (Időszerű gondolatok könyvtára)
- Szól az Isten. Kijelenti akaratát az embernek; szerzői, Bp., 1942 (Időszerű gondolatok könyvtára)[20]
- Útban a világegység felé; Gyarmati, Bp., 1942 (Időszerű gondolatok könyvtára) [21]
- Világesemények kulcsa; Gyarmati és Tsa., Bp., 1944 [22]
- A világdráma utolsó felvonása. Az Apokalipszis megrázó jelenetei; Gyarmati, Bp., 1947[23]